# Christus vastgebonden aan de zuil
Christus vastgebonden aan de zuil (Italiaans: Cristo alla colonna) is een schilderij dat toegeschreven wordt aan Donato Bramante en tussen 1490 en 1499 gemaakt is. Sinds 1915 wordt het tentoongesteld in de Pinacoteca di Brera in Milaan.

## Geschiedenis
Het paneel werd in opdracht van de abdij van Chiaravalle in de buurt van Milaan gemaakt. Mogelijk gaf Asciano Sforza, de broer van Ludovico Sforza de Moor en vanaf 1465 abt van Chiaravalle, er de opdracht voor. Het is het enige bekende olieverfschilderij van Bramante. Deze toeschrijving aan Bramante wordt niet algemeen aanvaard. Sommige kenners, zoals William Suida, zien eerder de hand van Bramantino in het werk.
Het schilderij bevindt zich sinds 1915 in het museum, in permanente bruikleen van de abdij, waar het werd vervangen door een kopie. Op 15 januari 2017, na een storing van het verwarmingssysteem, raakte het schilderij, samen met nog veertig andere werken, beschadigd door de plotselinge temperatuurverandering. Het werd onmiddellijk naar het laboratorium van het museum gebracht voor restauratie.

## Voorstelling
Het werk toont Jezus vastgebonden aan een zuil met een klassieke bas-reliëfversiering voordat hij wordt gegeseld. De weergave in close-up geeft het schilderij een sterke emotionele lading. De details, zoals het touw dat rond de nek van Christus hangt, accentueren de toch al aangrijpende scène en creëeren een psychologische spanning. 
Bramante had zich als kunstenaar ontwikkeld in Urbino, een belangrijk kunstcentrum tijdens de renaissance. Het plastisch gemodelleerde lichaam van Christus getuigt van deze invloed, terwijl andere details de invloed van de Vlaamse schilderkunst laten zien, zoals de dubbele belichting (frontaal en vanuit het raam op de achtergrond), het uitzicht dat in de verte verdwijnt en de nauwgezette aandacht voor detail. In deze zin valt de studie van het licht op, waardoor gekleurde reflecties ontstaan, zoals de roodachtige en blauwe tinten in het haar en de baard van Christus.
De invloed van Leonardo da Vinci wordt zichtbaar in enkele naturalistische details zoals het door touwen samengetrokken vlees, de huid in de hals die door het touw geïrriteerd is geraakt of de doorzichtige tranen.
Op de vensterbank staat een gouden ciborie, een verwijzing naar de Eucharistie. Door het raam is een rivierlandschap met paviljoens, boten, ommuurde stadjes en op de achtergrond rotsachtige bergen te zien.